# Reggenza di Kupang
La reggenza di Kupang (in indonesiano: Kabupaten Kupang) è una reggenza dell'Indonesia, situata nella provincia di Nusa Tenggara Orientale.

## Geografia
La reggenza occupa la parte occidentale dell'isola di Timor, eccezion fatta che per il comune di Kupang, che è amministrato in maniera separata. Oltre ad essa la reggenza include anche la piccola isola di Semau e altre isole.